# Râul Roșușul Mic
Râul Roșușul Mic este unul din cele două brațe care formează Râul Roșușul. 